# Laser (David Copperfield)

David Copperfield durante l'esecuzione di Laser, l'illusione in cui un raggio laser lo divide in due

Nel 1995 l'illusionista Steve Fearson ha creato ed eseguito un'illusione in cui egli, restando in piedi, stacca il proprio busto dal bacino e arriva a posarlo su una sedia, tenendo accanto a sé le gambe (per poi riattaccarle alla fine dell'esecuzione).
L'illusionista David Copperfield ne ha poi comprato i diritti d'autore e ha subito inserito questo numero nelle proprie tournée per il mondo, intitolandola Laser dal momento che il taglio del suo corpo avviene a causa di un raggio laser che egli stesso si fa puntare addosso da due assistenti. L'intera esecuzione, che dura meno di tre minuti, è accompagnata dal brano "The Flying Circus" (opportunamente rieditato) della colonna sonora composta da James Horner per il film del 1991 Le avventure di Rocketeer. Negli Stati Uniti è stata trasmessa in televisione per la prima volta nel 2001, all'interno dello speciale The Magic of David Copperfield XVII: Tornado Of Fire. In Italia è stata trasmessa per la prima volta il 25 dicembre 2006, su Italia 1, all'interno dello speciale David Copperfield - L'uomo impossibile.
Per evitare i facilissimi sospetti secondo cui si tratti di un trucco televisivo, tipo il chroma key, Copperfield si è fatto riprendere, diviso in due, anche in strada e in pieno giorno, e ha persino fatto spaventare alcuni bambini!
Questa non è la prima illusione in cui Copperfield resta diviso in due parti: la prima è stata Death Saw, trasmessa in televisione per la prima volta nel 1988 all'interno dello speciale The Magic of David Copperfield X: The Bermuda Triangle e in cui a dividerlo in due non è un raggio laser ma una sega elettrica circolare.